# Rangda

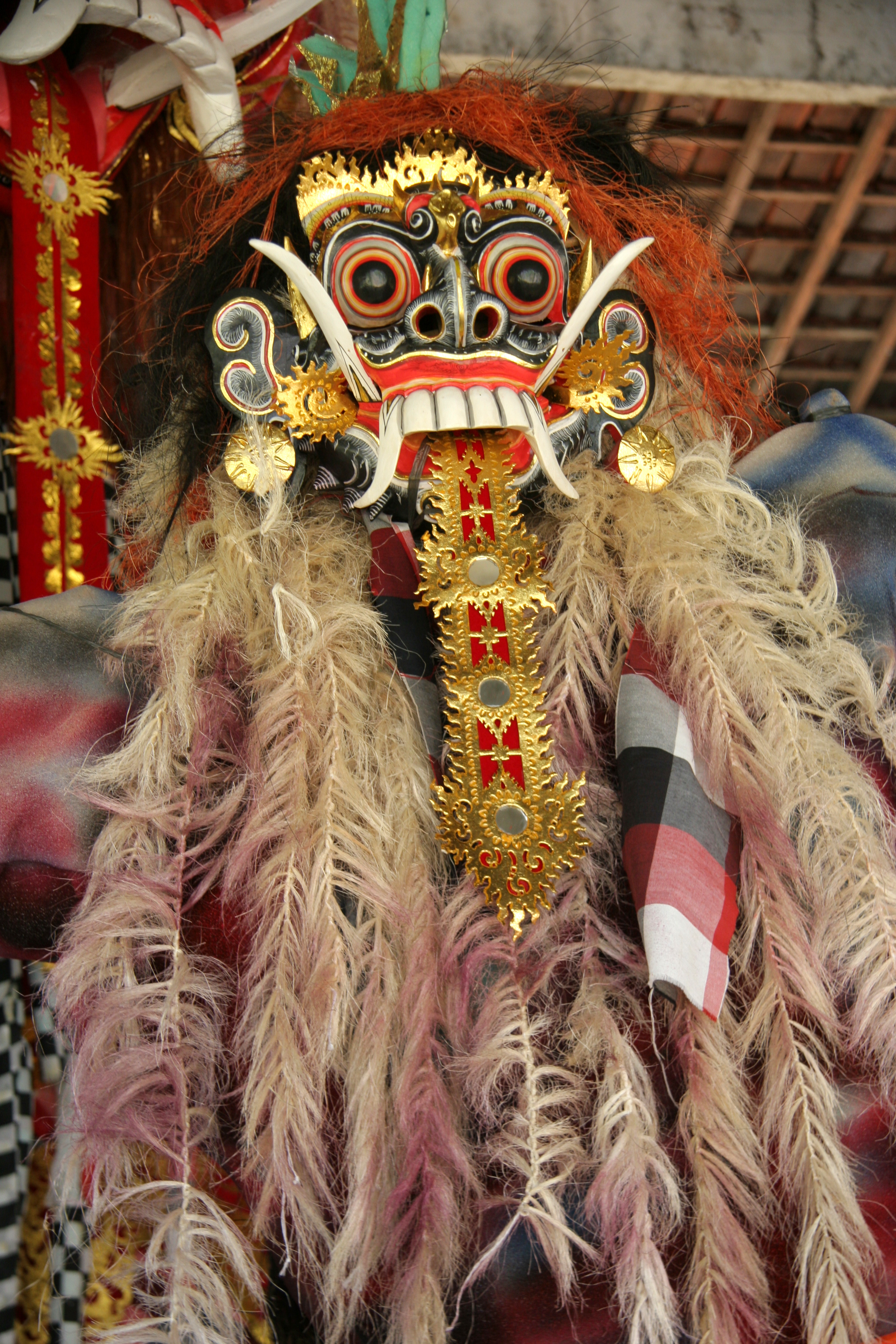
Rangda dans une danse balinaise.

Rangda est, dans le folklore de Bali, la reine démon des Leyaks. Elle dirige une armée de socières qui lutte contre Barong, le chef des forces du bien.
La danse entre Randga et Barong symbolise la lutte éternelle du bien et du mal.
En javanais ancien, Rangda veut dire « la veuve ».